# Curtea de Arbitraj Sportiv

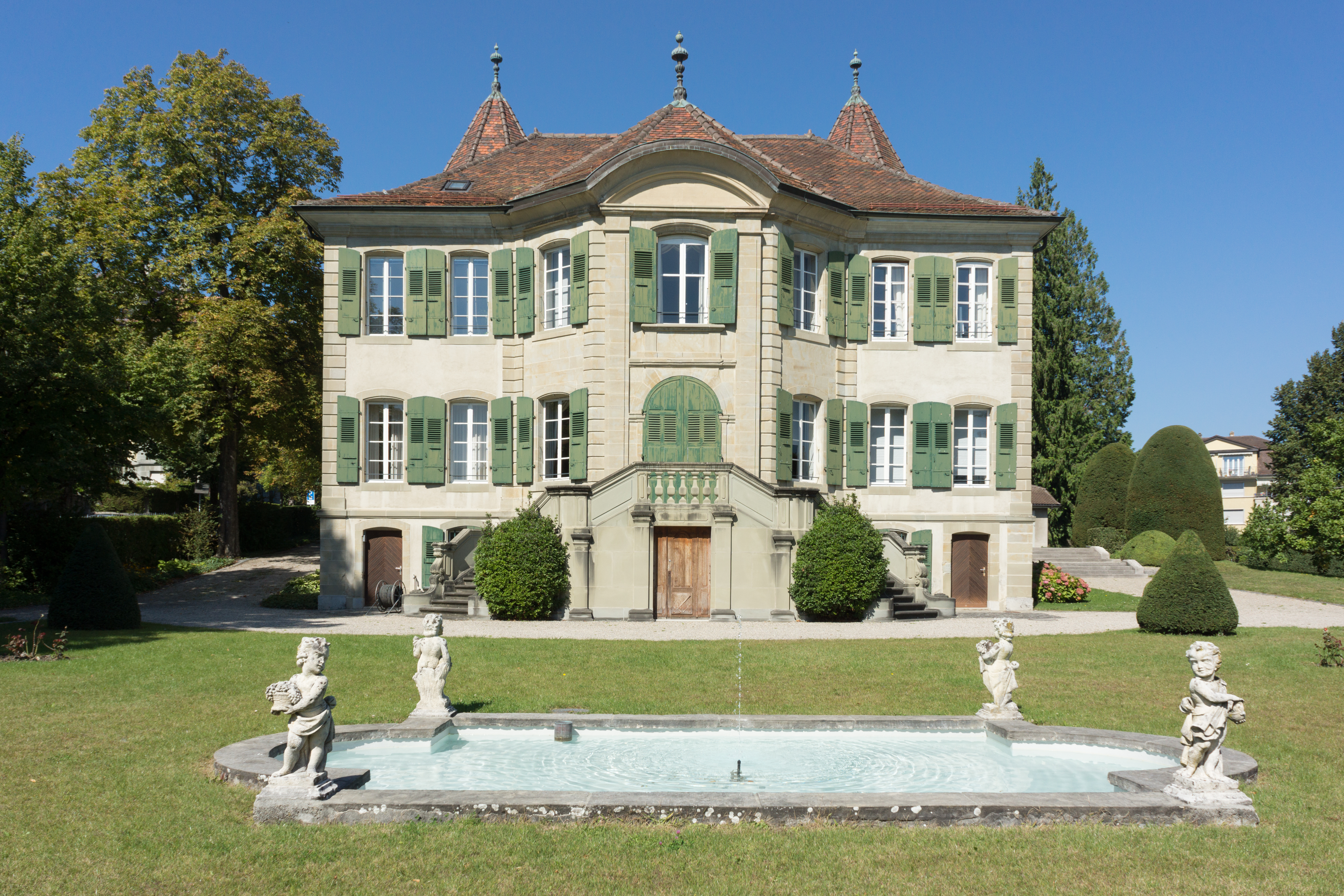
Curtea de Arbitraj Sportiv de la Lausanne

Curtea de Arbitraj Sportiv (CAS), numită și Tribunalul de Arbitraj Sportiv (TAS), (în franceză Tribunal arbitral du sport, în engleză Court of Arbitration for Sport) este o autoritate independentă a forurilor sportive, care participă prin arbitraj sau mediere la rezolvarea disputelor din domeniul sportului. Ea are sediul în Lausanne, Elveția.
CAS cuprinde 251 de arbitri din 78 de țări, inclusiv doi români, Cristian Jura și Dan Vișoiu, precum și 66 de mediatori. Are competențe extinse referitoare la dopaj, cetățenie sportivă, sponsorizare și sancțiuni disciplinare.

## Istoric
A fost înființată pe 30 iunie 1984 la inițiativa lui Juan Antonio Samaranch ca parte a Comitetului Olimpic Internațional. Primul caz examinat de CAS, în 1986, a fost un litigiu într-un club elvețian de hochei pe gheață și liga elvețiană de specialitate: recursul clubului a fost respins. 
În primii ani din istoria a CAS au existat dispute dacă este o curtea de arbitraj adevărată și independentă, având în vedere relațiile sale organice cu COI. În 1994, călătorul Elmar Gundel a contestat o decizie a CAS înaintea Tribunalul Federal elvețian. Acesta a confirmat că CAS este o adevărată curte de arbitraj, dar a criticat lipsa de independență curții față de COI. Prin urmare, COI a înființat Consiliul Internațional de Arbitraj Sportiv (în engleză International Council of Arbitration for Sport) pentru administrarea CAS. În prezent CAS este complet independentă față de forurile sportive, ceea ce a recunoscut Tribunalul Federal elvețian în 2003 în cazul Larisei Lazutina.
După anul 1996, toți participanții la Jocurile Olimpice sunt obligați să semneze o renunțare, după care toate cererile trebuie să fie aduse înaintea CAS.

## Legături externe
Materiale media legate de Tribunalul internațional sportiv de arbitraj la Wikimedia Commons
- Site web oficial